# 1916 год в спорте
Список 1916 год в спорте перечисляет спортивные события, произошедшие в 1916 году.

## Россия
- Чемпионат России по конькобежному спорту 1916;

## Международные события
- Летние Олимпийские игры 1916. Отменены.

### Футбол
- Чемпионат Исландии по футболу 1916;
- Чемпионат Уругвая по футболу 1916;
- Созданы клубы:
  - «Америка» (Мехико);
  - «Атланте»;
  - «Атлас»;
  - «Берое»;
  - «Будё-Глимт»;
  - «Зандхаузен»;
  - «Легия»;
  - «Мальорка»;
  - «Ньюбленсе»;
  - «Свифт» (Эсперанж);
  - «Сестао Спорт»;
  - «Спортул»;
  - «Тосмен»;
  - «Феникс» (Монтевидео);
- Расформирован клуб ОБАК;